# Стефан Начев
Стефан Начев (на гръцки: Στέφανος Νάτσης, Стефанос Нацис) e македонски гъркоманин, капитан на гръцка андартска чета в Македония.

## Биография
Стефан Начев е роден в леринското село Сребрено (Сребрени), днес Аспрогия, Гърция. Роднина е на андартския капитан Вангел Георгиев Начев. Присъединява се към гръцката пропаганда и оглавява андартска чета, действаща в района на Лерин, Суровичево и Воден.